# Ahl Tinmel
 (avril 2025).
Motif : En de vraies sources secondaires centrées
- Archive Wikiwix
- Bing
- Cairn
- DuckDuckGo
- E. Universalis
- Gallica
- Google
- G. Books
- G. News
- G. Scholar
- Persée
- Qwant
- (zh) Baidu
- (ru) Yandex
- (wd) trouver des œuvres sur Wikidata

| 1. | Préciser le motif de la pose du bandeau. | Précisez le motif de la pose du bandeau en utilisant la syntaxe suivante : {{admissibilité à vérifier\|date=avril 2025\|motif=remplacez ce texte par le motif}}                 |
| 2. | Informer les utilisateurs concernés.     | Pensez à avertir le créateur de l'article, par exemple, en insérant le code ci-dessous sur sa page de discussion : {{subst:avertissement admissibilité à vérifier\|Ahl Tinmel}} |

Les Ahl Tinmel (gens de Tinmel) sont une ancienne confédération tribale berbère du Moyen Âge. C'étaient des montagnards d'origine masmoudienne. Ils étaient établis dans la vallée du N'Fiss, avec pour centre le ribât de Tinmel, dans la partie occidentale du Haut Atlas marocain. La présence des Ahl Tinmel ne se limitaient pas qu'à la vallée du N'Fiss. Elle s'étendait aussi très largement au sud où ils avaient leur pâturages d'hiver et de printemps.
Ils faisaient partie des « tribus almohades » fondatrices du mouvement, avec les Hargha, Hintata, Gadmiwa, Ganfisa, Haskoura, Sanhadja et Ahl Qabail.
Les Ahl Tinmel comptaient le nombre de plus important de représentant au sein du Conseil des Cinquante, ainsi que plusieurs représentants au sein du Conseil des Dix, dont notamment Omar ben Abdallah al-Sanhaji, et les frères Abdallah ben Sulayman et Yusuf ben Sulayman.
La majeure partie des cheikh almohade provenaient des Hintata et Ahl Tinmel, sur lesquels Abd al-Mumin avait pris l'habitude de s'appuyer, ce qui démontre l'importance de ces derniers dans la hiérarchie almohade.

## Histoire
Les Ahl Tinmel participent notamment à la prise de Marrakech par les Almohades en 1147. Selon l'ouvrage historique d'Al-Baydaq, après avoir ordonné la fabrication d'échelles pour les adosser aux remparts de la ville, Abd al-Mumin les partagea entre les différentes tribus. Pour l'assaut final, les Hintata et Ahl Tinmel entrent dans la ville du côté de Bab Doukkala, les Sanhadja et Abid Makhzen pénètrent du côté de Bab-al-Dabbagin, puis enfin les Haskoura et Ahl Qabail du côté de Bab Yintan.

## Personnalités marquantes
- Omar ben Abdallah al-Sanhaji
- Abdallah ben Sulayman al-Tinmali
- Yusuf ben Sulayman al-Tinmali
- Mousa ben Sulayman al-Tinmali

## Sources

### Sources bibliographiques
1. ↑  Archives berbères 1930, p. 88

#### Francophone
- Institut des Hautes Etudes Marocaines, Hespéris : Archives berbères et bulletin de l'Institut des Hautes Etudes Marocaines, 1930 (lire en ligne)